# Dieter Schuh
Dieter Schuh (* 14. Dezember 1942 in Delme) ist ein deutscher Tibetologe und Unternehmer.

## Leben
Schuh promovierte 1972 an der Rheinischen Friedrich-Wilhelms-Universität in Bonn und habilitierte sich in 1976. Seit 1978 ist er außerplanmäßiger Professor für Tibetologie in Bonn. Seit 2007 ist er im Ruhestand.
Neben seiner wissenschaftlichen Karriere war Schuh Unternehmer. Seit 1983 führen er und sein Sohn Temba ein Unternehmen als Bauträger, Immobilien- und Vermögensverwalter, das seit Anfang der 1990er Jahre in Halle ansässig ist. Darüber hinaus startete er am 1. März 1996 die Wochenzeitschrift Neues Hallesches Tageblatt, welches er nach einigen Wochen wieder auflöste. Von 1995 bis 2009 war er Ratsmitglied in der Stadt Halle in Sachsen-Anhalt, zunächst für die SPD, später für die Unabhängige Bürgerliste Halle.
Zu Forschungsreisen verweilte er mehrfach in Tibet. Darüber hat er viele Publikationen veröffentlicht. Bei verschiedenen Publikationen arbeitete er zusammen mit anderen Tibetologen, darunter Luciano Petech, Christopher Beckwith und Peter Schwieger. Darüber hinaus bearbeitete er verschiedene Bücher redaktionell. 2007 erarbeitet er das Buch Tibet – Traum und Wirklichkeit mit einer DVD der Dokumentation Schneeland Tibet, die über seine Tibetreise zusammen mit dem ZDF berichtet.
Zu seinem 65. Geburtstag wurde die Jubiläumsschrift Tibetstudien: Festschrift für Dieter Schuh zum 65. Geburtstag herausgegeben, mit Beiträgen von verschiedenen anderen Tibetologen. Seit 1991 ist er ordentliches Mitglied der Academia Europaea. Er wohnt in der Schweiz.
Schuh ist Geschäftsführer der IITBS GmbH (International Institute for Tibetan and Buddhist Studies GmbH).

## Tibet-Encyclopaedia
Das von Dieter Schuh geleitete IITBS betreibt das Projekt Tibet-Encyclopaedia. Herausgeber der Website ist Schuh, Mitarbeiter sind Wolfgang Bertsch, Christoph Cüppers, Franz-Karl Ehrhard, Karl-Heinz Everding, Petra H. Maurer und Peter Schwieger. Erklärtes Ziel des Projektes ist es, der Öffentlichkeit im Internet „auf wissenschaftlicher Grundlage Informationen über die tibetische Kultur, Geschichte und die gegenwärtigen Entwicklungen des tibetischen Hochlands“ zugänglich zu machen. Auf der Website wird für die Umschreibung (Transkription) von tibetischen Namen, Ortsnamen und sonstigen Wörtern in lateinische Schrift die Umschrift nach Wylie verwendet. Die Umschreibung von Ortsnamen folgt den Karten des Tibet Map Institute. Die Umschreibung von Personennamen folgt einem eigenen, für Deutschsprachige entwickelten System.